# Doxocopa seraphina
Doxocopa seraphina är en fjärilsart som beskrevs av Jacob Hübner 1825. Doxocopa seraphina ingår i släktet Doxocopa och familjen praktfjärilar. Inga underarter finns listade i Catalogue of Life.